# Kuri (Hiiumaa)
Koordinaten: 58° 57′ N, 22° 56′ O
Kuri ist ein Dorf (estnisch küla) in der Landgemeinde Hiiumaa (bis 2017: Landgemeinde Pühalepa). Es liegt auf der zweitgrößten estnischen Insel Hiiumaa (deutsch Dagö), direkt an der Ostseeküste.

## Beschreibung
Kuri hat heute 39 Einwohner (Stand 31. Dezember 2011). Die Ortschaft liegt 12 Kilometer südöstlich der Inselhauptstadt Kärdla (deutsch Kertel).

## Orthodoxe Kirche

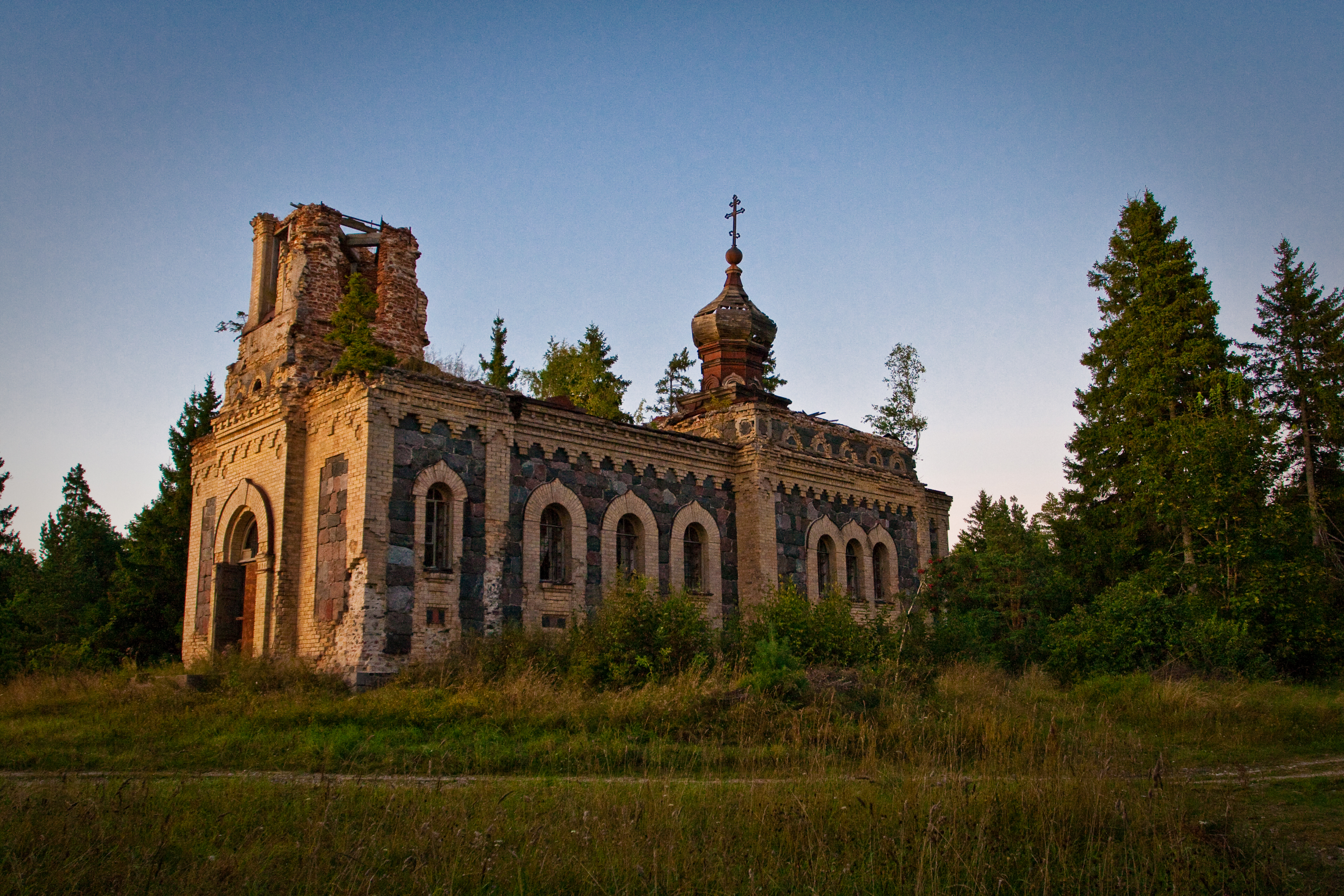
Ruinen der orthodoxen Kirche

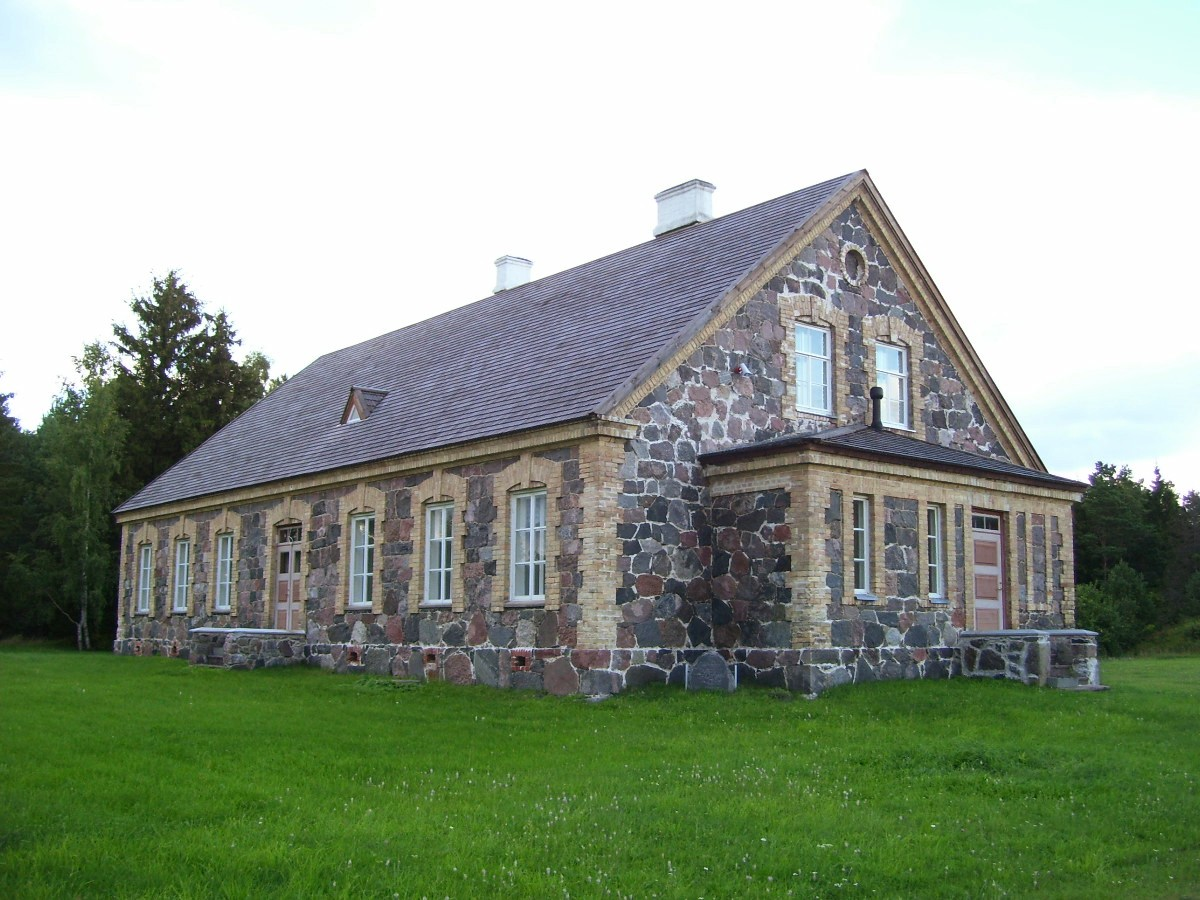
Gebäude der ehemaligen Kirchspielschule

In den letzten Jahrzehnten des 19. Jahrhunderts verstärkte das zaristische Reich seine Russifizierungpolitik auch auf Hiiumaa. In der Gegend war die Propagierung des orthodoxen Glaubens besonders erfolgreich. Zwischen 1885 und 1887 traten über tausend Mitglieder der evangelisch-lutherischen Kirchengemeinde von Pühalepa zur russisch-orthodoxen Religion über.
In dieser Zeit entstanden drei neue orthodoxe Kirchen auf der Insel, eine davon in Kuri. 1889 wurde dort die Christi-Himmelfahrts-Kirche fertiggestellt. Ein Jahr später weihte sie der russisch-orthodoxe Bischof von Riga. 1913 zählte die Gemeinde 1.300 Gläubige.
Der historistische Bau wurden von den Architekten I. Dmitrijewski und P. Knüpffer geplant. Ihn krönten fünf Kuppeln und ein Glockenturm. Eine ähnlich gebaute Kirche befindet sich auf Hiiumaa im Dorf Kuriste.
1952 wurde die Kirche während der sowjetischen Besetzung Estlands geschlossen. Sie wurde anschließend von der Roten Armee als Militärlager genutzt. Heute sind nur noch die Ruinen erhalten. Orthodoxe Gläubige gibt es in Kuri keine mehr.
Neben der Kirche entstand eine Kirchspielschule. Sehenswert ist auch der orthodoxe Friedhof von Kuri, der heute der Estnischen Apostolisch-Orthodoxen Kirche (Eesti Apostlik Õigeusu Kirik) untersteht.